# Drudenhaus

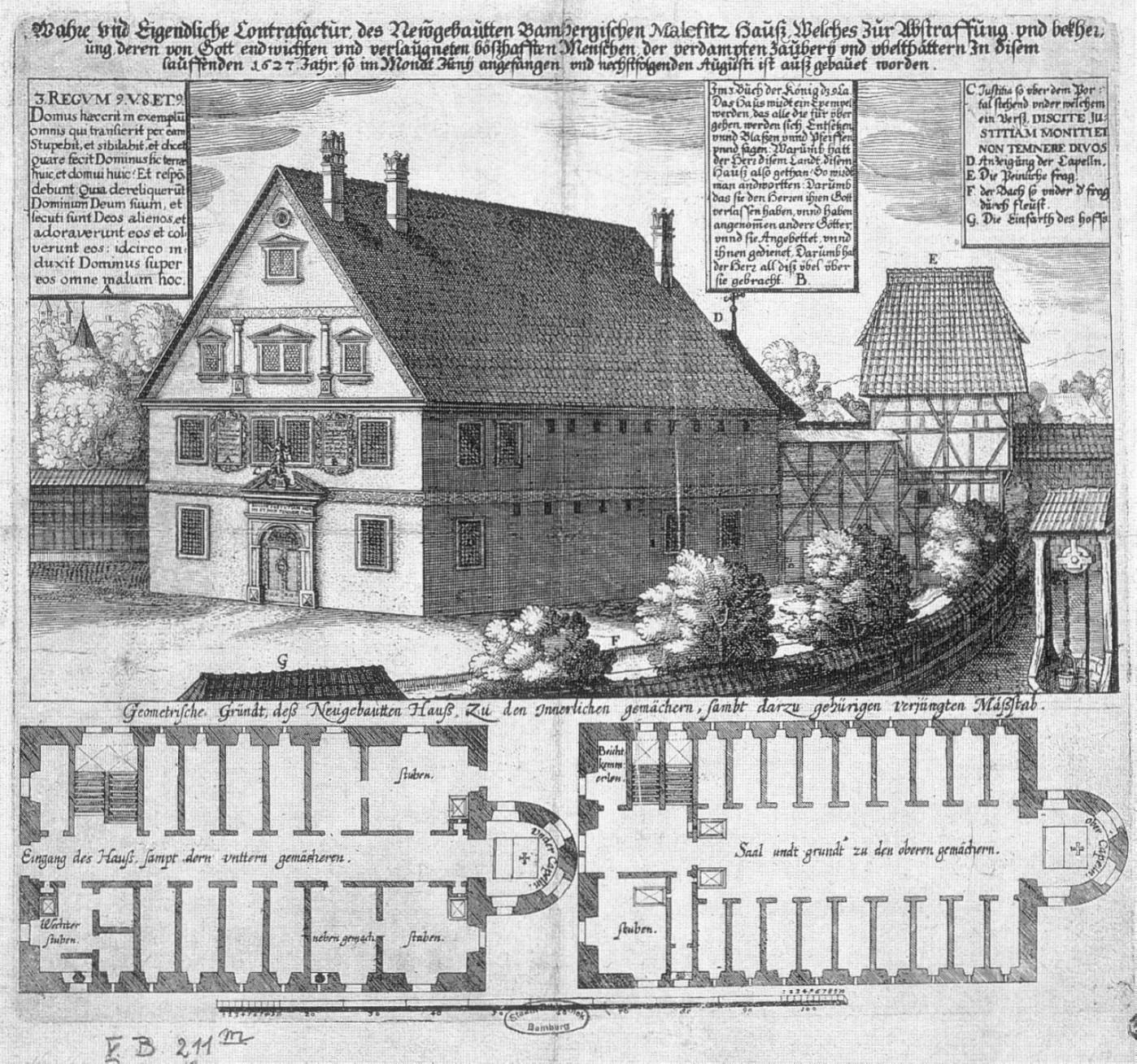
Ansicht und Grundriss des Drudenhauses (Radierung von 1627, wahrscheinlich von Peter Isselburg)

Das Drudenhaus (auch Malefizhaus, Trudenhaus, Hexenhaus, Hexengefängnis) war ein Gefängnis in Bamberg, das speziell zur Inhaftierung und zum Verhör von Personen genutzt wurde, die der Hexerei beschuldigt wurden. In einem Nebengebäude befand sich eine Folterstätte. Es wurde 1627, auf dem Höhepunkt der Hexenverfolgungen im Hochstift Bamberg unter der Herrschaft des Fürstbischofs Johann Georg II. Fuchs von Dornheim, für ca. 30 Gefangene erbaut. Das Gefängnis war bis Ende 1631 in Betrieb, das Haus wurde spätestens Mitte des 17. Jahrhunderts abgerissen. Es ist auf einer zeitgenössischen Radierung abgebildet und wird in Akten und Flugschriften mehrfach erwähnt.

## Historischer Hintergrund
Die Jahre 1626 bis 1631 waren die Zeit der letzten und größten Welle der Hexenprozesse im Hochstift Bamberg. In dieser Zeit wurden unter der Herrschaft von Johann Georg II. Fuchs von Dornheim mindestens 642 Personen Opfer der Hexenverfolgung, darunter auch hochgestellte Personen wie der fürstbischöfliche Kanzler Georg Haan mit seiner ganzen Familie sowie mehrere Bürgermeister und Ratsherren der Stadt Bamberg, etwa Johannes Junius. 
Bis Mai 1627 konzentrierte sich die Hexenverfolgung im Hochstift auf das Amt Zeil am Main, das bereits Schauplatz der vorangegangenen Welle der Hexenprozesse in den Jahren ab 1617 gewesen war. Ab diesem Zeitpunkt begannen auch Prozesse gegen Bamberger Bürger. Zunächst wurden diese zum Verhör und zur Hinrichtung noch auf einem Karren nach Zeil gebracht. Erst ab dem Jahresende 1627 fanden auch in Bamberg selbst Prozesse und Hinrichtungen statt. Hier spielte das Drudenhaus bald eine große Rolle, neben anderen Haft- und Verhörorten wie der Alten Hofhaltung. Insgesamt wurden in den Jahren 1628 bis 1631 196 Bamberger Bürger wegen Hexerei gefangengesetzt, die meisten von ihnen im Drudenhaus.

## Das Haus
Gebaut wurde das Haus auf Anordnung des Fürstbischofs Fuchs von Dornheim. In der Literatur heißt es, die Anregung zum Bau habe der Generalvikar und Weihbischof Friedrich Förner gegeben. Dafür gibt es jedoch keinen Quellenbeleg.

### Der Kupferstich
Die detailliertesten Angaben zum Drudenhaus stammen von einem Kupferstich von 1627, den Fürstbischof Fuchs von Dornheim selbst in Umlauf bringen ließ. Die Radierung wurde wahrscheinlich von Peter Isselburg geschaffen; frühere Zuschreibungen gaben Matthäus Merian den Älteren als Urheber an, doch ließ sich dieses Werk in seinem gut erhaltenen Œuvre nicht finden. Exemplare des Drucks sind in der Staatsbibliothek Bamberg und im Haus-, Hof- und Staatsarchiv Wien sowie in einigen weiteren Sammlungen erhalten. Die Radierung zeigt eine Ansicht des Gebäudes sowie den Grundriss vom Erdgeschoss und vom ersten Stockwerk mit einem Maßstab.
Der Grundriss des Gebäudes zeigt 26 Einzelzellen und zwei etwas größere Zellen. Über dem Portal war folgende Inschrift angebracht: DISCITE JUSTITIAM MONITI ET NON TEMNERE DIVOS (ein Zitat aus Vergils Aeneis: „Lasst euch das eine Ermahnung sein, Gerechtigkeit zu lernen und die Götter nicht zu missachten“). Darüber war die Figur der Justitia platziert und auf der Höhe des ersten Stockwerks war auf einer Rollwerkkartusche folgender Vers aus dem 1. Buch der Könige bzw. dem 3. Buch der Königtümer (9,8–9) zu lesen: „Das Haus wirdt ein Exempel werden, das alle die furüber gehen, werden sich Entsetzen, vnnd Blaßen vnnd Pfeiffen vnnd sagen: Warumb hatt der Herr disem Landt disem Hauß also gethan? So wirdt man andwortten: Darumb das sie den Herren ihren Gott verlassen haben, vnnd haben angenommen andere Götter, vnnd sie Angebettet, vnnd ihnen gedienet, Darumb hat der Herr all diß übel über sie gebracht.“ Die zweite Kartusche enthielt den gleichen Text in lateinischer Sprache.
Ein Exemplar des Drucks lag im September 1631 einer Verteidigungsschrift des Fürstbischofs an den Reichshofrat in Wien bei. Der Reichshofrat hatte auf Klagen von Verfolgungsopfern und deren Angehörigen hin schon seit Ende 1629 mehrere Mandate gegen die Bamberger Hexenprozesse erlassen und in immer schärferen Tönen die Freilassung aller Gefangenen verlangt. In dem Schreiben hieß es, der Fürstbischof habe das Haus eigens neu erbauen lassen und die Verhältnisse seien dort teilweise besser als bei den Inhaftierten zu Hause. So kam ein Exemplar in die Akten der Wiener Archive, wo es heute noch liegt.

### Schriftliche Dokumente
Zwei bemerkenswerte erhaltene Dokumente über das Drudenhaus sind ein „Cathalogus“ vom April 1631, der genaue Informationen über die dort Einsitzenden gibt, sowie das Tagebuch der Dominikanernonne Maria Anna Junius, das vor allem über Standort und Ende des Drudenhauses Auskunft gibt.
Der Katalog stammt aus einer Bittschrift, die verschiedene Verfolgte und Angehörige an den Reichshofrat  gesandt hatten, um eine Beendigung der Prozesse und eine Freilassung der Gefangenen zu erreichen. Ihm zufolge waren im April 1631 noch 21 Personen im Drudenhaus inhaftiert. Allerdings waren einige der angegebenen Personen mit Sicherheit bereits tot. Die ebenfalls erhaltenen Speisezettel des Drudenhauses weisen für diese Zeit noch 15 Inhaftierte aus. Der Katalog nennt die Namen und Verhaftungsdaten der Insassen sowie deren geschätztes Vermögen. Er beziffert die Geldsumme, die den „justificirten“ Personen in Bamberg und Zeil am Main vom Fürsten und seinen Beamten abgenommen und eingezogen wurde, auf mindestens 500.000 Gulden, andere Angaben sprechen gar von 1,5 Millionen Gulden.
Trotz mehrerer kaiserlicher Mandate gegen die Bamberger Hexenprozesse wurden vor dem Sommer 1631 keine Gefangenen freigelassen. Das Tagebuch von Anna Maria Junius berichtet, dass die letzten zehn Inhaftierten erst entlassen wurden, als sich während des Dreißigjährigen Krieges am 11. Februar 1632 schwedische Truppen Bamberg näherten. Sie mussten jedoch Urfehde schwören, also schwören, dass sie über die Behandlung während der Haft schweigen und keine rechtlichen oder sonstigen Maßnahmen ergreifen würden.

### Standort
Das Drudenhaus stand auf der heutigen Franz-Ludwig-Straße, etwa auf der Höhe der heutigen Häuser Franz-Ludwig-Straße 8 und 10, teilweise noch in das Areal der heutigen Franz-Ludwig-Straße 7 hineinragend. Das dazugehörige Foltergebäude, die sogenannte „Peinliche Frag“, befand sich auf dem Areal des heutigen Hauses Franz-Ludwig-Straße 10.

### Ende
Nach 1635 wurde der Bau abgerissen. 1654 fanden die Steine Verwendung beim Bau des Kapuzinerklosters.